# Nishishirakawa (district)
Nishishirakawa (西白河郡, Nishishirakawa-gun) is een district van de Japanse prefectuur Fukushima.
Op 1 april 2009 had het district een geschatte bevolking van 49.976 inwoners en een bevolkingsdichtheid van 163 inwoners per km². De totale oppervlakte bedraagt 307 km².

## Dorpen en gemeenten
- Izumizaki
- Nakajima
- Nishigo
- Yabuki

## Geschiedenis
- Op 7 november 2005 werden de gemeenten  Higashi, Omotegō en Taishin aangehecht bij de stad Shirakawa.

Steden:
Aizuwakamatsu · Date · Fukushima (hoofdstad) · Iwaki · Kitakata · Koriyama · Minamisoma · Motomiya · Nihonmatsu · Shirakawa · Soma · Sukagawa · Tamura

Districten:
Adachi · Date · Futaba · Higashishirakawa · Ishikawa · Iwase · Kawanuma · Minamiaizu · Nishishirakawa · Onuma · Soma · Tamura · Yama
Gemeenten per district